# Gregg Popovich
Gregg Popovich (nascut el 28 de gener de 1949 a East Chicago, Indiana) és un exentrenador de bàsquet i dirigent esportiu estatunidenc. Actualment és el president dels San Antonio Spurs de l'NBA.
Popovich, de pare serbi i mare croata, es va graduar l'any 1966 a l'Institut Merrillville i el 1970 a l'Acadèmia de les Forces Aèries dels Estats Units (l'Acadèmia de la Força Aèria dels Estats Units d'Amèrica). Allà va jugar quatre anys a bàsquet, i en el seu any sènior va ser el capità i el màxim anotador. També es va graduar en estudis soviètics, i va servir a la Força Aèria dels Estats Units d'Amèrica durant cinc anys, anys en què va viatjar per Europa Oriental i la Unió Soviètica, a més de jugar a bàsquet amb l'equip de les Forces Armades estatunidenques.
Va tornar a l'Air Force Academy com a assistent el 1973, càrrec que ocuparia durant sis anys. En aquest temps, Popovich assistiria a la Universitat de Denver i obtindria un Màster en Educació Física i Ciències Esportives, i va ser nomenat entrenador de l'equip masculí de bàsquet de Pomona-Pitzer. El 1988, els Spurs el fitxarien per servir com a assistent de l'entrenador Larry Brown, amb qui acabaria entaulant una íntima amistat. El 1992, ocupant el mateix càrrec, va marxar als Golden State Warriors en aquells dies dirigits per Don Nelson.
El 1994 es convertiria en el general manager dels Spurs (una posició que mantindria fins al 2002, quan va ser rellevat per RC Buford) i el 1996 en l'entrenador després de l'acomiadament de Bob Hill. A San Antonio, "Pop" faria grans coses, com guiar l'equip a la victòria de cinc campionats de l'NBA, els anys 1999, 2003, 2005, 2007 i 2014. A més, va ser nomenat Millor Entrenador de l'any en 2003, 2012 i 2014. El 2 març de 2006 va aconseguir la seva victòria número 500 en la lliga, cosa que el va col·locar com el quart entrenador a aconseguir aquesta fita. Va liderar als Spurs el 2006 a un rècord de 63-19, el millor en la història de l'equip.
El 9 de febrer de 2015, Gregg Popovich i els seus San Antonio Spurs van guanyar als Indiana Pacers aconseguint així la seva victòria número 1.000 com a entrenador de l'NBA. El 9è de la història en aconseguir aquesta xifra.

## Estadístiques NBA
| Equip             | Any     | P     | V     | D   | V–D% | Final          | PJ  | PG  | PP  | PD–P% | Resultat                                  |
| ----------------- | ------- | ----- | ----- | --- | ---- | -------------- | --- | --- | --- | ----- | ----------------------------------------- |
| San Antonio Spurs | 1996-97 | 64    | 17    | 47  | .266 | 6è al Mig-oest | —   | —   | —   | —     | Fora dels playoff                         |
| San Antonio Spurs | 1997-98 | 82    | 56    | 26  | .683 | 2n al Mig-oest | 9   | 4   | 5   | .444  | Eliminat a les semifinals de conferència. |
| San Antonio Spurs | 1998-99 | 50    | 37    | 13  | .740 | 1r al Mig-oest | 17  | 15  | 2   | .882  | Campió de l'NBA.                          |
| San Antonio Spurs | 1999-00 | 82    | 53    | 29  | .646 | 2n al Mig-oest | 4   | 1   | 3   | .250  | Eliminat a la primera ronda dels playoff. |
| San Antonio Spurs | 2000-01 | 82    | 58    | 24  | .707 | 1r al Mig-oest | 13  | 7   | 6   | .538  | Eliminat a la Final de conferència.       |
| San Antonio Spurs | 2001-02 | 82    | 58    | 24  | .707 | 1r al Mig-oest | 10  | 4   | 6   | .400  | Eliminat a les semifinals de conferència. |
| San Antonio Spurs | 2002-03 | 82    | 60    | 22  | .732 | 1r al Mig-oest | 24  | 16  | 8   | .667  | Campió de l'NBA                           |
| San Antonio Spurs | 2003-04 | 82    | 57    | 25  | .695 | 2n al Sud-oest | 10  | 6   | 4   | .600  | Eliminat a les semifinals de conferència. |
| San Antonio Spurs | 2004-05 | 82    | 59    | 23  | .720 | 1r al Sud-oest | 23  | 16  | 7   | .696  | Campió de l'NBA                           |
| San Antonio Spurs | 2005-06 | 82    | 63    | 19  | .768 | 1r al Sud-oest | 13  | 7   | 6   | .538  | Eliminat a les semifinals de conferència. |
| San Antonio Spurs | 2006-07 | 82    | 58    | 24  | .707 | 2n al Sud-oest | 20  | 16  | 4   | .800  | Campió de l'NBA                           |
| San Antonio Spurs | 2007-08 | 82    | 56    | 26  | .683 | 2n al Sud-oest | 17  | 9   | 8   | .529  | Eliminat a la final de conferència.       |
| San Antonio Spurs | 2008-09 | 82    | 54    | 28  | .659 | 1r al Sud-oest | 5   | 1   | 4   | .200  | Eliminat a la primera ronda del playoff.  |
| San Antonio Spurs | 2009-10 | 82    | 50    | 32  | .610 | 2n al Sud-oest | 10  | 4   | 6   | .400  | Eliminat a les semifinals de conferència. |
| San Antonio Spurs | 2010-11 | 82    | 61    | 21  | .744 | 1r al Sud-oest | 6   | 2   | 4   | .333  | Eliminat a la primera ronda del playoff.  |
| San Antonio Spurs | 2011-12 | 66    | 50    | 16  | .758 | 1r al Sud-oest | 14  | 10  | 4   | .714  | Eliminat a la final de conferència.       |
| San Antonio Spurs | 2012-13 | 82    | 58    | 24  | .707 | 1r al Sud-oest | 21  | 15  | 6   | .714  | Derrota a la final de l'NBA.              |
| San Antonio Spurs | 2013-14 | 82    | 62    | 20  | .756 | 1r al Sud-oest | 23  | 16  | 7   | .696  | Campió de l'NBA                           |
| San Antonio Spurs | 2014-15 | 88    | 52    | 27  | .618 | 3r al Sud-oest | 7   | 3   | 4   | .429  | Derrota a primera ronda dels playoffs     |
| San Antonio Spurs | 2015-16 | 82    | 67    | 15  | .817 | 1r al Sud-oest | 10  | 6   | 4   | .600  | Derrota a semifinals de conferència       |
| San Antonio Spurs | 2016-17 | 82    | 61    | 21  | .744 | 1r al Sud-oest | 16  | 8   | 8   | .500  | Derrota a les finals de conferència       |
| Total carrera     |         | 1,656 | 1,150 | 506 | .694 |                | 272 | 166 | 106 | .610  |                                           |